# 52 Hydrae
Cet article porte sur l'étoile l (« L » minuscule) Hydrae. Ne doit pas être confondu avec I (« i » majuscule) Hydrae, ni avec ι (iota) Hydrae.
Désignations
52 Hydrae (en abrégé 52 Hya) est une étoile triple de la constellation de l'Hydre, située près de la limite avec celle du Centaure. Elle porte également la désignation de Bayer de l Hydrae, 52 Hydrae étant sa désignation de Flamsteed. Elle est visible à l'œil nu avec une magnitude apparente combinée de 4,97.

## Environnement stellaire
Le système présente une parallaxe annuelle de 7,52 ± 0,12 mas mesurée par le satellite Gaia, ce qui permet d'en déduire qu'il est distant de 132,94 ± 2,09 pc (∼434 al) de la Terre. Il s'éloigne du Système solaire à une vitesse radiale héliocentrique d'environ +5 km/s. 52 Hydrae est probablement membre de l'association Scorpion-Centaure, qui est l'association d'étoiles massives de types O et B la plus proche du Système solaire, avec une probabilité d'appartenance de 80 %.

## Propriétés
Les deux premières étoiles du système, désignées 52 Hydrae A et B, forment un sous-système binaire et elles apparaissent être pratiquement identiques, avec une période orbitale d'environ 5 495 jours (15 ans) et une séparation angulaire de seulement 0,1″. La paire montre un type spectral combiné de B7/8V, ce qui correspond à une étoile bleu-blanc de la séquence principale. La troisième composante, 52 Hydrae C, est une étoile de magnitude 10,0 située à une séparation de 4,2″ et sa masse est similaire à celle du Soleil. Elle orbite autour de la paire intérieure avec une période estimée à 3 900 ans.